# Halls (Tennessee)
Halls – miasto w Stanach Zjednoczonych, w stanie Tennessee, w hrabstwie Lauderdale.